# Томас Енквист
Томас Енквист (на шведски: Karl Johan Thomas Enqvist) е шведски тенисист.

## Биография
Томас Енквист е роден на 13 март 1974 г. в Стокхолм, Швеция. Баща му Фолке е инженер, а майка му Биргита е икономист. Обича да играе футбол. Фен е на хокейния отбор Филаделфия Флайърс.

## Кариера
Томас Енквист през цялата си кариера завършва четири сезона в топ 10 и печели поне една титла от ATP в шест последователни години. През 1998 г. той претърпява операция в Стокхолм за отстраняване на малко парче кост от десния му крак и операция на дясното рамо за възстановяване на повтарящо се нараняване. Въпреки операциите Енквист постига някои големи победи, включително победи над световните номер 1 Пийт Сампрас, Хуан Карлос Фереро и Анди Родик
Томас Енквист печели общо 19 титли на сингъл, като най-значими са титлите от Париж Мастърс (1996), Щутгарт Оупън (1999) и титлите на сингъл и на двойки в Синсинати Оупън (2000). При спечелването на Мастърса в Щутгарт той побеждава четирима играчи от топ 10, включително световния номер 1 Андре Агаси.
Най-доброто му представяне на турнир от Големия шлем е на Откритото първенство на Австралия през 1999 г., когато побеждава Ян-Майкъл Гамбил, Байрън Блек, Патрик Рафтър, Марк Филипусис, Марк Росе и Николас Лапенти, преди да загуби на финала от Евгени Кафелников. Той достига четвъртфиналите на Австралия Оупън през 1996 г. и на Уимбълдън през 2001 г.
Енквист играе силно в шведския отбор за Купа Дейвис. През 1998 г. той помогна на Швеция да стигне до финал на Купа Дейвис за четвърти път в рамките на пет години. От 2017 до 2019 г. Енквист е капитан на шведския отбор за Купа Дейвис.
В момента работи като коментатор на Евроспорт Швеция. Той е настоящия вицекапитан на отбора на Европа в Лейвър къп, заема позицията от първия турнир.
Той е временен треньор на Стефанос Циципас от февруари 2022 г.

## Кариерна статистика

#### Финали на турнири отГолям шлем(1)
| година | турнир       | съперник          | резултат                |
| ------ | ------------ | ----------------- | ----------------------- |
| 1999   | ОП Австралия | Евгени Кафелников | 6–4, 0–6, 3–6, 6–7(1–7) |

#### Титли оттурнири от сериите Мастърс(3)
| година | турнир          | съперник във финала | резултат           |
| ------ | --------------- | ------------------- | ------------------ |
| 1996   | Париж Мастърс   | Евгени Кафелников   | 6–2, 6–4, 7–5      |
| 1999   | Щутгарт Мастърс | Рихард Крайчек      | 6–1, 6–4, 5–7, 7–5 |
| 2000   | Синсинати Оупън | Тим Хенман          | 7–6(7–5), 6–4      |

#### Финали натурнири от сериите Мастърс(1)
| година | турнир            | съперник във финала | резултат      |
| ------ | ----------------- | ------------------- | ------------- |
| 2000   | Индиън Уелс Оупън | Алекс Кореча        | 4–6, 4–6, 3–6 |

### ATP финали (19 титли; 26 финала)
|        | П–З  | Година | Турнир                | Клас           | Настилка   | Опонент           | Резултат                     |
| ------ | ---- | ------ | --------------------- | -------------- | ---------- | ----------------- | ---------------------------- |
| Победа | 1–0  | 1992   | ATP Болцано           | Световни серии | Килим (з)  | Арно Бьоч         | 6–1, 1–6, 7–6(9–7)           |
| Победа | 2–0  | 1993   | ОТБ Оупън             | Световни серии | Твърда     | Брет Стивън       | 4–6, 6–3, 7–6(7–0)           |
| Победа | 3–0  | 1995   | Окланд Оупън          | Световни серии | Твърда     | Чък Адамс         | 6–2, 6–1                     |
| Победа | 4–0  | 1995   | Ю Ес Про Индор        | Шампионски     | Килим (з)  | Майкъл Ченг       | 0–6, 6–4, 6–0                |
| Победа | 5–0  | 1995   | Ю Ес Клей Чемпиъншипс | Световни серии | Клей       | Хавиер Франа      | 6–3, 3–6, 6–3                |
| Загуба | 5–1  | 1995   | Лос Анджелис Оупън    | Световни серии | Твърда     | Михаел Щих        | 7–6(9–7), 6–7(4–7), 2–6      |
| Победа | 6–1  | 1995   | Индианаполис          | Шампионски     | Твърда     | Бернд Карбахер    | 6–4, 6–3                     |
| Победа | 7–1  | 1995   | Стокхолм Оупън        | Световни серии | Твърда (з) | Арно Бьоч         | 7–5, 6–4                     |
| Победа | 8–1  | 1996   | Ню Делхи              | Световни серии | Твърда     | Байрън Блек       | 6–2, 7–6(7–3)                |
| Победа | 9–1  | 1996   | Париж Мастърс         | Супер 9        | Килим (з)  | Евгени Кафелников | 6–2, 6–4, 7–5                |
| Победа | 10–1 | 1996   | Стокхолм Оупън        | Световни серии | Твърда (з) | Тод Мартин        | 7–5, 6–4, 7–6(7–0)           |
| Победа | 11–1 | 1997   | Оупън 13              | Световни серии | Твърда (з) | Марсело Риос      | 6–4, 1–0, отказва се         |
| Загуба | 11–2 | 1997   | Лос Анджелис Оупън    | Световни серии | Твърда     | Джим Къриър       | 4–6, 4–6                     |
| Победа | 12–2 | 1998   | Оупън 13              | Световни серии | Твърда (з) | Евгени Кафелников | 6–4, 6–1                     |
| Загуба | 12–3 | 1998   | Ю Ес Про Индор        | Шампионски     | Твърда (з) | Пийт Сампрас      | 5–7, 6–7(3–7)                |
| Победа | 13–3 | 1998   | Баварски шампионат    | Световни серии | Клей       | Андре Агаси       | 6–7(4–7), 7–6(8–6), 6–3      |
| Победа | 14–3 | 1999   | Аделаида              | Световни серии | Твърда     | Лейтън Хюит       | 4–6, 6–1, 6–2                |
| Загуба | 14–4 | 1999   | ОП Австралия          | Голям шлем     | Твърда     | Евгени Кафелников | 6–4, 0–6, 3–6, 6–7(1–7)      |
| Победа | 15–4 | 1999   | Щутгарт Мастърс       | Супер 9        | Твърда (з) | Рихард Крайчек    | 6–1, 6–4, 5–7, 7–5           |
| Победа | 16–4 | 1999   | Стокхолм Оупън        | Световни серии | Твърда (з) | Магнус Густафсон  | 6–3, 6–4, 6–2                |
| Загуба | 16–5 | 2000   | Аделаида              | Международни   | Твърда     | Лейтън Хюит       | 6–3, 3–6, 2–6                |
| Загуба | 16–6 | 2000   | Индиън Уелс Оупън     | Мастърс        | Твърда     | Алекс Кореча      | 4–6, 4–6, 3–6                |
| Победа | 17–6 | 2000   | Синсинати Оупън       | Мастърс        | Твърда     | Тим Хенман        | 7–6(7–5), 6–4                |
| Загуба | 17–7 | 2000   | Лонг Айлънд           | Международни   | Твърда     | Магнус Норман     | 3–6, 7–5, 5–7                |
| Победа | 18–7 | 2000   | Суис Индорс           | Международни   | Килим (з)  | Роджър Федерер    | 6–2, 4–6, 7–6(7–4), 1–6, 6–1 |
| Победа | 19–7 | 2002   | Оупън 13              | Международни   | Твърда (з) | Никола Ескюде     | 6–7(4–7), 6–3, 6–1           |